# شخب (الضالع)
شخب هي إحدى قرى الجمهورية اليمنية. تتبع جغرافيا لمحافظة الضالع و إداريًا لمديرية قعطبة. يبلغ تعداد سكانها 2575 نسمة حسب الإحصاء الذي أجري عام 2004.